# Getec heat & power
Die Getec heat & power GmbH ist ein deutscher Energieversorger. Das Unternehmen ist mit Tochtergesellschaften in Österreich, der Schweiz, den Benelux-Staaten, Polen, Tschechien und Ungarn vertreten.

## Geschichte
Im Mai 1993 wurde die Getec Gesellschaft für Energietechnik und -management vom Gesellschafter der heutigen Muttergesellschaft, Karl Gerhold, in Magdeburg gegründet. Zunächst entwickelte das Unternehmen Heizkonzepte für die Wohnungswirtschaft.
Im Jahr 1997 ging aus der Getec Gesellschaft für Energietechnik und -management die Getec AG, die Vorgängergesellschaft der heutigen Getec heat & power AG, hervor. Die Erbringung von Energiedienstleistungen für Industrie und Wohnungswirtschaft war das Kerngeschäft der AG.
Anfang 2014 firmierte die Getec AG zur Getec heat & power AG um und konzentriert sich seitdem auf das heutige Geschäftsgebiet.
Anfang 2017 hat der schwedische Investor EQT Infrastructure im Rahmen einer strategischen Partnerschaft die Mehrheitsbeteiligung (60 %) an der Getec heat & power AG, der Getec Wärme und Effizienz AG und der Getec media AG erworben. Die dazu neu gegründete Holding soll die weitere Entwicklung der Gesellschaften vorantreiben.

## Konzernstruktur

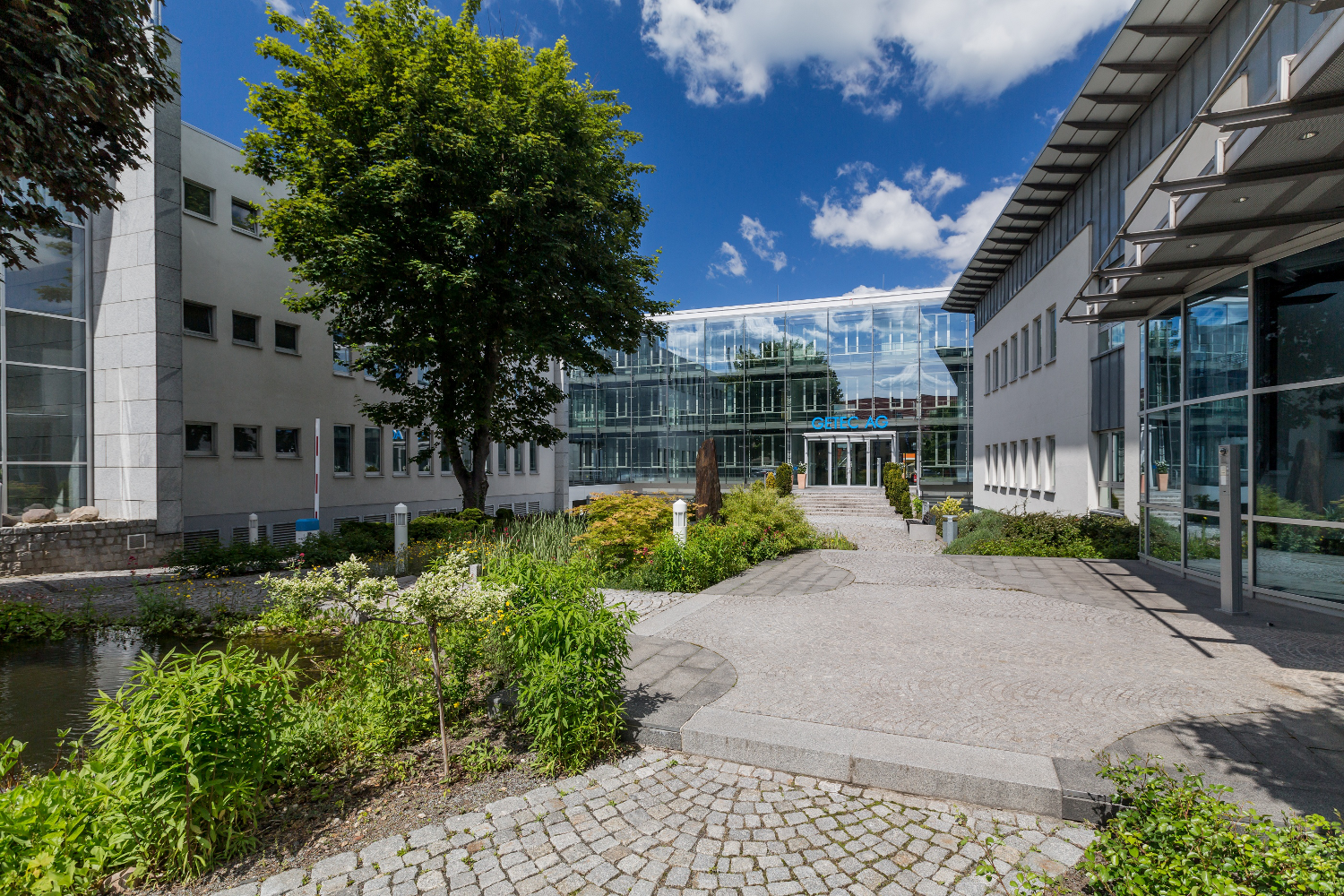
Der Hauptsitz in Magdeburg

Die Getec heat & power gehört zur Getec-Gruppe und ist eine von drei Tochtergesellschaften der G+E Getec Holding GmbH. Der Stammsitz befindet sich in Magdeburg.

### Vorstand
Der Vorstand ist wie folgt besetzt: (Stand 31. Juli 2014):
- Volker Schulz
- Hans-Marcus Knoll[4]

### Aufsichtsrat
Der Aufsichtsrat besteht (Stand 31. März 2017) aus Karl Gerhold, Matthias Fackle und Ludwig Tiedau.

### Niederlassungen und Beteiligungen
Die GmbH ist mit Niederlassungen und Beteiligungsgesellschaften deutschlandweit sowie in Österreich, der Schweiz, Tschechien, Polen, Ungarn und den Benelux-Staaten vertreten.
Neben der Zentrale in Magdeburg gibt es Niederlassungen in Berlin, Frankfurt am Main, Dortmund, München und Hamburg.

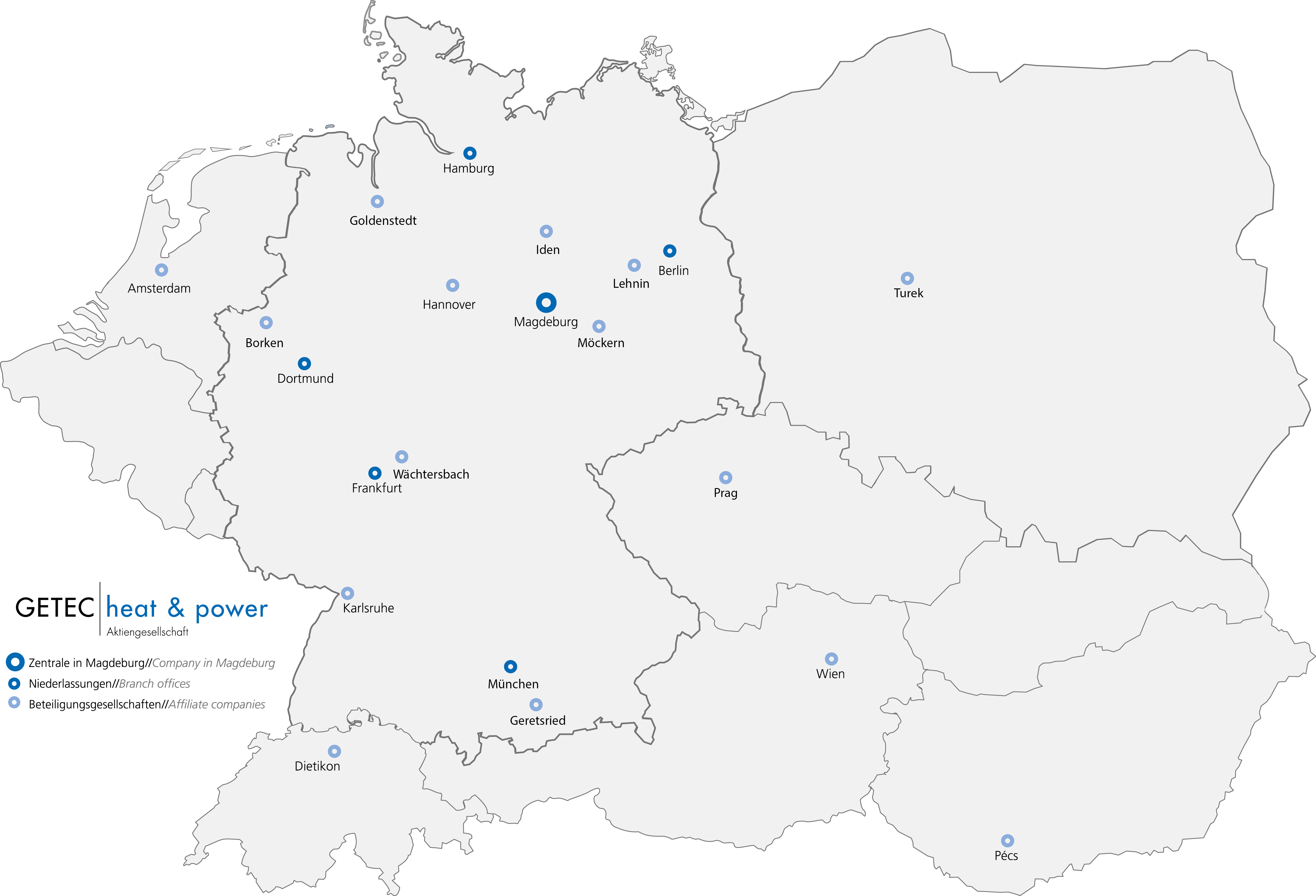
Übersicht der Niederlassungen und Beteiligungsgesellschaften der Getec heat & power GmbH

### Unternehmenskennzahlen
| Kennzahlen                   | 2015            | 2014            | 2013            | 2012            |
| ---------------------------- | --------------- | --------------- | --------------- | --------------- |
| Umsatzerlöse                 | 254,5 Mio. Euro | 220,0 Mio. Euro | 236,9 Mio. Euro | 193,6 Mio. Euro |
| Jahresüberschuss vor Steuern | 26,5 Mio. Euro  | 21,3 Mio. Euro  | 23,4 Mio. Euro  | 22,0 Mio. Euro  |
| Eigenkapital                 | 106,6 Mio. Euro | 96,5 Mio. Euro  | 89,4 Mio. Euro  | 80,0 Mio. Euro  |

Zur Getec heat & power gehören zudem eine Reihe von Tochtergesellschaften und Beteiligungen an Unternehmen.

Tochtergesellschaften und Beteiligungen der GETEC heat & power GmbH

## Geschäftliche Tätigkeit
Das Kerngeschäft der Getec heat & power ist das Contracting, die Übernahme von Energiedienstleistungen. Getec hat sich dabei auf Kunden energieintensiver Industrien, wie z. B. die Papierindustrie, die Chemieindustrie, die Lebensmittelindustrie, die Maschinenbaubranche  und die Fahrzeugindustrie spezialisiert. Auch komplexe Großliegenschaften, wie Messeareale, Universitäten und kommunale Liegenschaften gehören zu den Kundengruppen.
Zu den Leistungen zählen im Wesentlichen:
- Voll-Contracting
- Regel-Energievermarktung
- Energieeinspar-Contracting
- Energiebezugsmanagement
- Service und Betriebsführung
- Generalunternehmermodell im Energieanlagenbau

## Forschungskooperationen
Getec entwickelt in Zusammenarbeit mit Partnerunternehmen, Forschungseinrichtungen und Hochschulen Technologien für Energieeffizienz und Umweltschutz.

### Braunkohlenstaub (BKS)/Festbrennstoffe
In Kooperation mit der Tochterfirma Carbotechnik Energiesysteme hat Getec heat & power die Technologie der Braunkohlenstaub-Befeuerung zur Marktreife gebracht. Mit Hilfe dieser  Technologie lassen sich in der chemischen Industrie anfallende niederkalorische Schwachgase in Kombination mit Braunkohlenstaub im Muffel-Impuls-Brenner thermisch nutzen oder klimaschädliche Prozessgase durch Mitverbrennung zerstören.

### Wärmetransformation
Die Getec heat & power GmbH forscht gemeinsam mit der Otto-von-Guericke-Universität Magdeburg  zum Thema Wärmeübertragung und Wärmetransformation.

## Kraft-Wärme-Kopplung
Getec bietet Kraft-Wärme-Kopplung an.

## Auszeichnungen
Für innovative Contracting-Projekte wurde Getec heat & power 2006 und 2012 mit dem Contracting-Award, dem Contracting-Preis der Energiebranche, ausgezeichnet.